# Adrian Newey
Adrian Newey, OBE, född 26 december 1958 i Stratford-upon-Avon i Storbritannien, är en brittisk Formel 1-ingenjör. Newey arbetade senast (fram till 2024) som teknisk chef för F1-teamet Red Bull Racing. Idag arbetar han för Aston Martin F1. Newey har arbetat i både Formel 1 och IndyCar som tävlingsingenjör, aerodynamiker, designer och teknisk chef.

## Karriär
Newey anses av många vara en av de största ingenjörerna i Formel 1-historien. Hans designer har vunnit många titlar och mer än 200 Grand Prix. Newey är också en av de mest framgångsrika formgivarna, och har vunnit flera konstruktörsmästerskap med tre olika Formel 1-team, samt flera förarmästerskap med flera olika förare. Han har tidigare arbetat för March, Williams och McLaren.
Efter att ha designat mästerskapsvinnande Formel 1-bilar för Williams F1 och McLaren, flyttade Newey till Red Bull Racing 2006, och hans bilar vann förar- och konstruktörsmästerskapen i rad från 2010 till 2013, förarmästerskapet 2021, och båda mästerskapen 2022 och 2023.
I september 2024 offentliggjordes det att Newey kommer att arbeta för Aston Martin F1 från och med mars 2025.

## Memoarer
Neweys memoarer, How to Build a Car, publicerades i november 2017.